# Соседи (рассказ)
«Сосе́ди» ― рассказ русского писателя А. П. Чехова, опубликованный в 1892 году в периодическом издании «Книжки Недели».

## История написания и публикация
Материалы записной книжки Чехова свидетельствуют о том, что писатель обдумывал сюжет рассказа во время своей заграничной поездки весной 1891 года, во время которой он не переставал работать над своими произведениями. «Пробовал приспособление для писанья в вагоне, — отмечает Чехов в записной книжке на другой день после отъезда из Санкт-Петербурга. — Ничего, пишется, хотя и плохо» (18 марта). 18 или 19 апреля на пути из Ниццы в Париж в записной книжке была сделана запись: «Тут мимо леса, где хорошая тяга, он ехал с Власовым и пел „не любить — погубить значит жизнь молодую“». Данный эпизод с некоторыми изменениями вошел в рассказ (а Власов стал Власичем); причём его роль в сюжете существенна — это воспоминание служит эмоциональным завершением размышлений героя о «свободной любви».
Осенью 1891 года писатель, как следует из его письма к А. С. Суворину от 16 октября, работал сразу как минимум над тремя произведениями. Вероятно, что именно к «Соседям» относятся слова из его письма: «Ах, какой у меня сюжет для повести! Если б сносное настроение, то начал бы её 1-го ноября и кончил бы к 1-му декабря. Листов на пять».
7 января 1892 года Чехов познакомился у И. Л. Леонтьева (Щеглова) с секретарём редакции газеты «Недели» М. О. Меньшиковым и обещал ему передать рассказ в журнал в апреле или мае. Тем не менее работа над ним затянулась. После переговоров с писателем Меньшиков настоял на том, чтобы рассказ должен был быть в редакции к 15 июня. Возможно, эта причина повлияла на объём произведения. Отзвуки того, что рассказ мог быть иным, с более развёрнутым началом и концом, встречаются в письме Леонтьеву (Щеглову) от 24 октября 1892 года: «Сунулся я было в „Неделю“ с рассказом („Соседи“), но вышло нечто такое, что не следовало бы печатать: ни начала, ни конца, а какая-то облезлая серёдка».
При подготовке сборника произведений Чехова 1894 года в текст рассказа были внесены существенные изменения, касающиеся главных персонажей. Так, в журнальном варианте либеральные взгляды Власича осуждается Петром Михайлычем гораздо более строго: о Власиче говорится, что «он страшно отстал в своих идеях». В то время как в тексте 1894 года говорится о том, что у Власича есть и «хорошие, честные идеи», которые сами по себе не отрицаются, однако акцент переносится на форму их выражения, на саму личность Власича: эти идеи «он умудряется выражать так, что они кажутся банальными и отсталыми». В этом же направлении был сделан и ряд других поправок. В тексте 1894 года ослаблено самоуничижение главного героя — было убрано два больших куска текста, где Пётр Михайлыч осуждает нерешительность в отстаивании своих мыслей. В издании А. Ф. Маркса также были исключены рассуждения героя о своём «мягком, ленивом сердце».

## Отзывы критиков
13 августа 1892 года в тифлисском журнале «Новое обозрение» появилась статья Г. М. Туманова под названием «Новые течения в русской журналистике», в которой подробно рассматривались «Соседи» в связи с полемикой по поводу статей А. Л. Волынского в «Северном вестнике». Туманов писал, что в отношении к писателям-шестидесятникам «несомненно более прав» Чехов, «обвиняющий их в незнании жизни и увлечении непрактичными идеями», чем Волынский, упрекающий их в «рьяном реализме». Но, изображая шестидесятника Власича, «Чехов не сумел удержаться на объективном изображении <…> а пустился в сатиру». Согласно мнению Туманова, «у автора слишком сильно было желание своего героя, увлекавшегося Писаревым и Добролюбовым, выставить жалким и ни на что негодным тупицей, и художественное чутье изменило ему в данном случае настолько, что у него вместо живого и верного типа получилась уродливая карикатура». Заканчивалась статья критика упрёками в том, что «момент для обличения представителей 60-х гг. выбран неудачно. Они почти отжили свой век, не пользуются ни в каких сферах каким бы то ни было влиянием».
По поводу сборника «Повести и рассказы», где были помещены «Соседи», И. Е. Репин писал Чехову 13 февраля 1895 года: «…развернув Вашу книжку, я уже не мог оторваться от неё: я уже с грустью дочитывал последнюю повесть, последнюю страницу. Кончились эти полные жизни, полные глубокого смысла рассказы; действующие лица, как живые, проходят в моём воображении <…> А „Соседей“ жаль. Да, все эти люди сделались мне почему-то близки…».
С. А. Андреевский в «Соседях», вместе с «Володей большим и Володей маленьким», видел произведения, которые «в новых, тонких варьянтах затрагивают амурные вопросы».
В. Альбов считал, что рассказ соотносится с одной из важнейших тем в творчестве Чехова — проблемы неустойчивости «идеальной стороны человеческой жизни». «Как быстро и как бесследно гибнут все эти высокие, благородные порывы, гибнут среди окружающего мрака, животных интересов, обыденной пошлости <…> И как часто бессилен человек вызвать в себе какой-нибудь благородный порыв, какое-нибудь прекрасное чувство, а вызвав („Неприятность“, „Соседи“), как он бессилен удержать его, а тем более провести в жизнь».